# Louis Charles Breguet
Pour les articles homonymes, voir Louis Breguet et Breguet.
Louis Charles Breguet, né le 2 janvier 1880 dans le 6e arrondissement de Paris et mort le 4 mai 1955 à Saint-Germain-en-Laye, diplômé de Supélec, est un constructeur d'avions français et l'un des fondateurs de la société Air France, titulaire du brevet de pilote civil no 52 depuis le 19 avril 1910. 
Membre de la famille Breguet, il perpétue une longue tradition d'innovations technologiques.

## Biographie

### Famille
Orphelin de père (Antoine Breguet, 1850-1882) depuis l’âge de deux ans, Louis Charles Breguet, élevé dans un milieu scientifique (Marcellin Berthelot est marié à Sophie Caroline Niaudet, nièce de Louis Breguet) et artistique (sa grand-mère Camille O'Meara qui tenait salon fut une des élèves de Chopin), reprend la direction de la section électricité de l'entreprise familiale, la Maison Breguet, située à Douai. À ce titre il se plonge dans l’étude des diagrammes des moteurs asynchrones puis calcule et fait réaliser en 1905 les groupes électromoteurs de deux sous-marins.
Louis Charles Breguet est le petit-fils de Louis Breguet, horloger et physicien. Par cette ascendance, il est cousin germain de Daniel Halévy, essayiste et historien, lui-même grand-père de Pierre Joxe, homme politique. Il est l'arrière-grand-père de l'actrice Clémentine Célarié.

### Formation

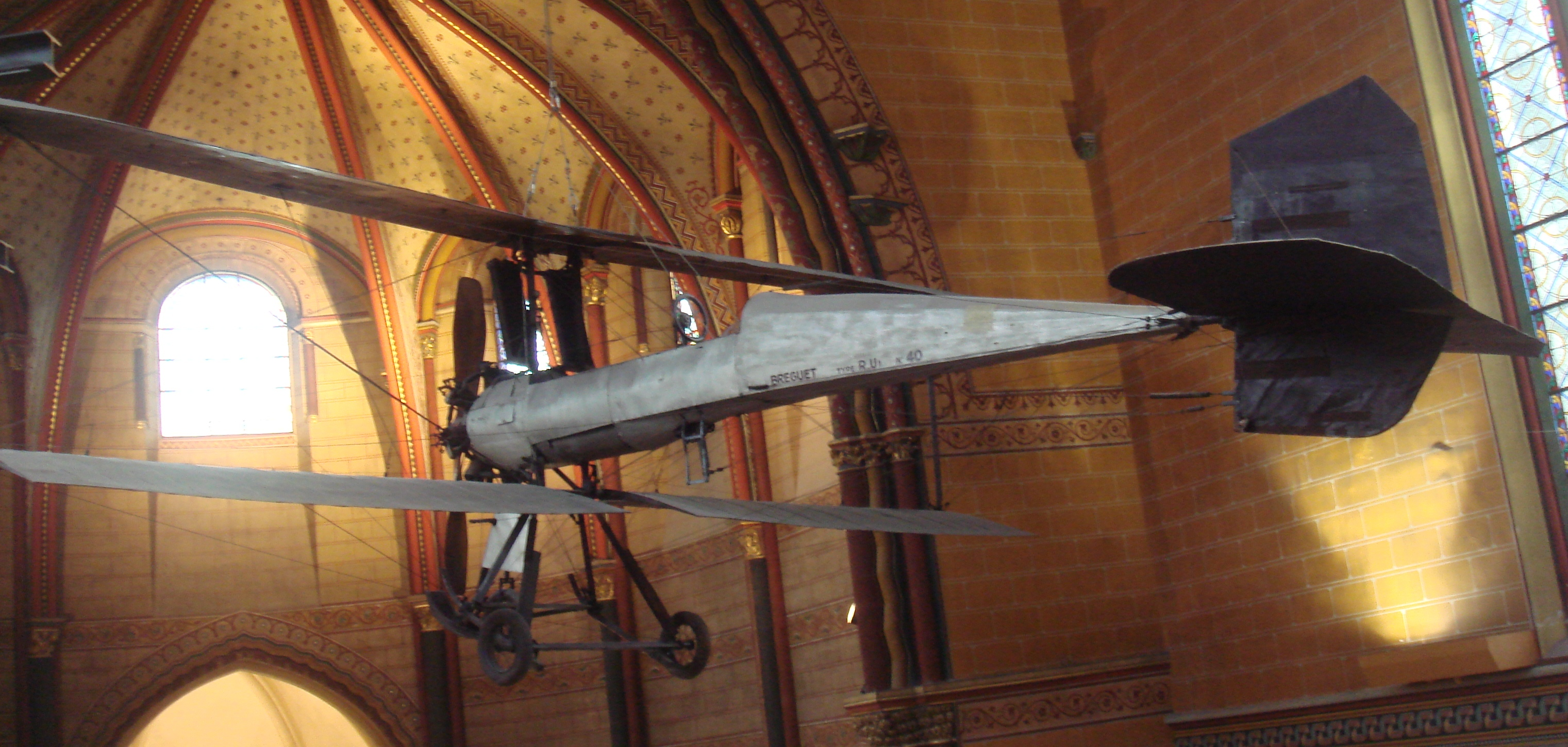
Avion biplan Breguet, 1911, chapelle du musée des arts et métiers.

Louis Charles Breguet est diplômé de l’École supérieure d'électricité, promotion 1903.

### Activité professionnelle
Avec son frère Jacques, polytechnicien d’un an son cadet, il conçoit un « gyroplane » (l'ancêtre de l'hélicoptère) avec des ailes flexibles en 1907. Après des essais par l’ingénieur Maurice Volumard dans l'usine familiale de Douai (et sur le terrain de La Brayelle devenu Champ d'aviation de la Brayelle), ils présentent le Gyroplane Breguet-Richet à l'Académie des sciences le 21 septembre 1907.
Il crée la Société anonyme des ateliers d’aviation Louis Breguet et construit son premier avion en 1909 qui bat le record de vitesse sur 10 km en 1911. René Moineau le rejoint la même année en tant qu'ingénieur et pilote d'essai. En 1912, il construit son premier hydravion.
Durant la Première Guerre mondiale il fournit des avions notamment de reconnaissance et le bombardier Breguet XIV, son record de production avec plus de 8 000 exemplaires. Il est l'un des premiers à construire un avion presque entièrement en aluminium.
En février 1919, il fonde la Compagnie des messageries aériennes, qui est à l'origine d'Air France et fournit de nombreux avions pour l'Aéropostale. À partir de 1924, il connaît un autre grand succès, le Breguet 19 construit à plus de 2 000 exemplaires, bombardier spécialisé dans les grands raids qui favoriseront la mise sur le marché de variantes civiles.
La Société se spécialise en vol à grand rayon d'action et détiendra plusieurs records de distance franchissable. Du 1er au 2 septembre 1930, un Breguet 19 spécialement modifié désigné TF Super Bidon et baptisé " ? " (Point d'Interrogation) réussi le premier vol transatlantique est en ouest. Le vol de Paris à New York dura plus de 39 heures. 
Avec René Dorand, il produit en 1933 un hélicoptère coaxial appelé le « Gyroplane Laboratoire » qui battra des records en 1936,.
Louis Breguet meurt à Saint-Germain-en-Laye, le 4 mai 1955 à l'âge de 75 ans, il repose au cimetière du Père-Lachaise (11e division) à Paris. Sa seconde épouse, née Claire Larue, est morte en 2005 à 84 ans.
En 1967, la société d'avions Breguet fusionne avec la société des avions Marcel Dassault.

## Records

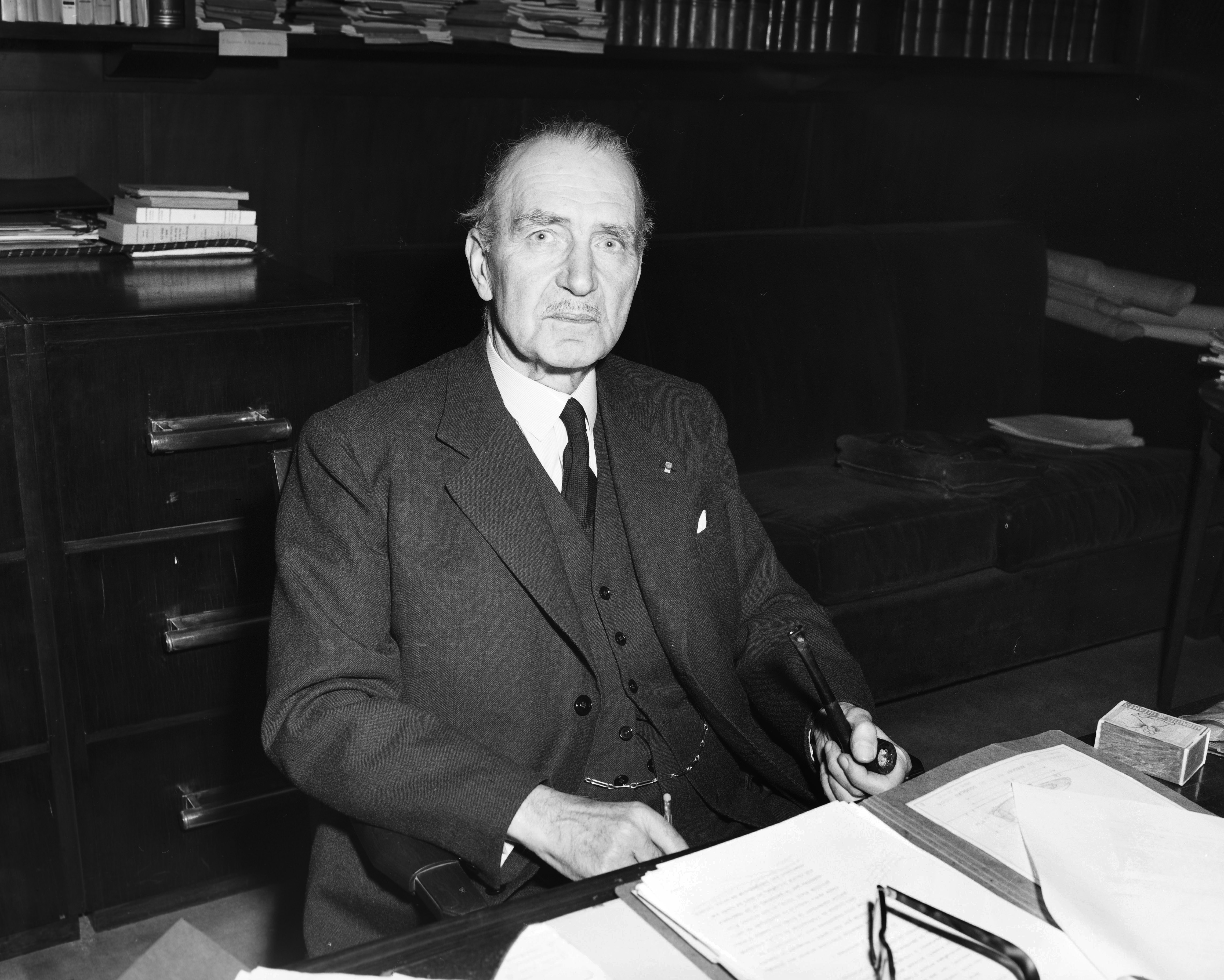
Louis Charles Breguet, 1952.

Le 22 mars 1911, au camp d’aviation de la Brayelle, Louis Breguet s'attribue le nouveau record du monde du poids enlevé en aéroplane avec 575,10 kilogrammes constitué du pilote, 6 passagers et 100 kg de carburant. Le lendemain il porte le record à 632,95 kilogrammes avec 11 passagers.
Le 23 mars 1911, Breguet améliore le record de poids enlevé : il va parcourir 10 kilomètres à 15 mètres d'altitude avec une charge totale de 632,95 kilogrammes, onze personnes se trouvent à bord de son biplan de 100 chevaux.  
En 1924, Louis Charles Breguet participe aux Jeux olympiques d'été et remporte une médaille de bronze en tant que barreur de son voilier de 8 mètres Namoussa.

## Publications
- Louis Breguet, Stabilité longitudinale des avions : Rapport présenté au 3e Congrès international de navigation aérienne. Bruxelles, 1925, Paris, Librairie aéronautique Étienne Chiron, 1927 (présentation en ligne)

- Louis Breguet, « Sur les grands raids sans escale et le record de distance en avion. », Comptes rendus hebdomadaires des séances de l'Académie des sciences, Paris, Gauthier-Villars, vol. 184,‎ 1927, p. 807-809 (présentation en ligne)

## Distinctions et hommages

### Distinctions
- Croix de guerre 1914–1918
- Commandeur de l'ordre de la Couronne (1927)
- Grand officier de la Légion d'honneur (1952)

Titulaire de la croix de guerre, Louis Breguet est fait chevalier de l'ordre national de la Légion d'honneur en 1910, puis promu officier en 1920, commandeur en 1925 et grand officier en 1952.
Il est fait commandeur de l'ordre de la Couronne de Belgique en 1927.

### Hommages
L'École Breguet (qui en 2017 porte le nom ESIEE Engineering) a été créée en 1904 et a porté ce nom jusqu'en 1968.
À Toulouse, une usine du groupe Airbus, spécialisée dans le câblage électrique, porte le nom de Louis Breguet. L'avenue Louis-Breguet dessert l'ancienne usine de construction aéronautique de Montaudran.
À Vélizy-Villacoublay, une avenue porte son nom. La zone aéronautique (ZA) Louis Breguet, située entre l'autoroute A86 et la base aérienne 107 Villacoublay, porte son nom. Elle rassemble plusieurs entreprises travaillant dans le domaine de l'aéronautique ou des techniques de pointe.
L'ancien bâtiment S de l'école CentraleSupélec (anciennement Supélec) à Gif-sur-Yvette a été renommé bâtiment Breguet.
En Aéronautique, l'équation donnant la distance franchissable porte son nom. Elle permet de calculer un distance de vol en palier en fonction du poids de carburant abord, la vitesse de vol, le rendement groupe propulsif, et de l'aérodynamique de l'appareil.